# Братею
Братею (рум. Brateiu) — село у повіті Сібіу в Румунії. Адміністративний центр комуни Братею.
Село розташоване на відстані 232 км на північний захід від Бухареста, 48 км на північний схід від Сібіу, 92 км на південний схід від Клуж-Напоки, 107 км на північний захід від Брашова.

## Населення
За даними перепису населення 2002 року у селі проживали 2225 осіб.
Національний склад населення села:
| Національність | Кількість осіб | Відсоток |
| -------------- | -------------- | -------- |
| румуни         | 1420           | 63,8%    |
| цигани         | 739            | 33,2%    |
| німці          | 49             | 2,2%     |
| угорці         | 17             | 0,8%     |

Рідною мовою назвали:
| Мова      | Кількість осіб | Відсоток |
| --------- | -------------- | -------- |
| румунська | 1966           | 88,4%    |
| циганська | 210            | 9,4%     |
| німецька  | 42             | 1,9%     |
| угорська  | 6              | 0,3%     |